# Gran Premio di superbike di Assen 2013
Il Gran Premio di Superbike di Assen 2013 è stata la terza prova su quattordici del campionato mondiale Superbike 2013, è stato disputato il 28 aprile sul TT Circuit Assen e in gara 1 ha visto la vittoria di Tom Sykes davanti a Jonathan Rea e Sylvain Guintoli, la gara 2 è stata vinta da Eugene Laverty che ha preceduto Tom Sykes e Loris Baz.
La vittoria nella gara valevole per il campionato mondiale Supersport 2013 è stata ottenuta da Sam Lowes.

## Risultati

### Gara 1

#### Arrivati al traguardo[4]
| Pos. | Nº | Pilota            | Squadra                  | Motocicletta           | Giri | Tempo     | Griglia | Punti |
| ---- | -- | ----------------- | ------------------------ | ---------------------- | ---- | --------- | ------- | ----- |
| 1º   | 66 | Tom Sykes         | Kawasaki Racing          | Kawasaki ZX-10R        | 22   | 35:35.042 | 1º      | 25    |
| 2º   | 65 | Jonathan Rea      | Pata Honda               | Honda CBR1000RR        | 22   | +0:08.786 | 2º      | 20    |
| 3º   | 50 | Sylvain Guintoli  | Aprilia Racing           | Aprilia RSV4 Factory   | 22   | +0:08.792 | 4º      | 16    |
| 4º   | 58 | Eugene Laverty    | Aprilia Racing           | Aprilia RSV4 Factory   | 22   | +0:09.225 | 3º      | 13    |
| 5º   | 76 | Loris Baz         | Kawasaki Racing          | Kawasaki ZX-10R        | 22   | +0:14.231 | 5º      | 11    |
| 6º   | 34 | Davide Giugliano  | Althea Racing            | Aprilia RSV4 Factory   | 22   | +0:16.150 | 6º      | 10    |
| 7º   | 19 | Chaz Davies       | BMW Motorrad GoldBet     | BMW S1000 RR           | 22   | +0:22.570 | 13º     | 9     |
| 8º   | 16 | Jules Cluzel      | Fixi Crescent Suzuki     | Suzuki GSX-R1000       | 22   | +0:24.751 | 10º     | 8     |
| 9º   | 2  | Leon Camier       | Fixi Crescent Suzuki     | Suzuki GSX-R1000       | 22   | +0:30.311 | 19º     | 7     |
| 10º  | 7  | Carlos Checa      | Ducati Alstare           | Ducati 1199 Panigale R | 22   | +0:35.277 | 8º      | 6     |
| 11º  | 27 | Max Neukirchner   | MR-Racing                | Ducati 1199 Panigale R | 22   | +0:44.355 | 12º     | 5     |
| 12º  | 84 | Michel Fabrizio   | Red Devils Roma          | Aprilia RSV4 Factory   | 22   | +0:52.580 | 9º      | 4     |
| 13º  | 86 | Ayrton Badovini   | Ducati Alstare           | Ducati 1199 Panigale R | 22   | +0:59.736 | 11º     | 3     |
| 14º  | 18 | Ivan Clementi     | HTM Racing               | BMW S1000 RR           | 22   | +1:02.010 | 14º     | 2     |
| 15º  | 8  | Mark Aitchison    | Effenbert Liberty Racing | Ducati 1098R           | 22   | +1:21.861 | 17º     | 1     |
| 16º  | 23 | Federico Sandi    | Team Pedercini           | Kawasaki ZX-10R        | 22   | +1:25.717 | 16º     |       |
| 17º  | 31 | Vittorio Iannuzzo | Grillini Dentalmatic     | BMW S1000 RR           | 22   | +1:42.710 | 15º     |       |

#### Ritirato
| Nº | Pilota         | Squadra              | Motocicletta | Giri | Griglia |
| -- | -------------- | -------------------- | ------------ | ---- | ------- |
| 33 | Marco Melandri | BMW Motorrad GoldBet | BMW S1000 RR | 0    | 7º      |

### Gara 2

#### Arrivati al traguardo[5]
| Pos. | Nº | Pilota           | Squadra                  | Motocicletta           | Giri | Tempo     | Griglia | Punti |
| ---- | -- | ---------------- | ------------------------ | ---------------------- | ---- | --------- | ------- | ----- |
| 1º   | 58 | Eugene Laverty   | Aprilia Racing           | Aprilia RSV4 Factory   | 22   | 35:36.814 | 3º      | 25    |
| 2º   | 66 | Tom Sykes        | Kawasaki Racing          | Kawasaki ZX-10R        | 22   | +0:00.089 | 1º      | 20    |
| 3º   | 76 | Loris Baz        | Kawasaki Racing          | Kawasaki ZX-10R        | 22   | +0:05.848 | 5º      | 16    |
| 4º   | 65 | Jonathan Rea     | Pata Honda               | Honda CBR1000RR        | 22   | +0:05.890 | 2º      | 13    |
| 5º   | 19 | Chaz Davies      | BMW Motorrad GoldBet     | BMW S1000 RR           | 22   | +0:07.359 | 13º     | 11    |
| 6º   | 50 | Sylvain Guintoli | Aprilia Racing           | Aprilia RSV4 Factory   | 22   | +0:07.404 | 4º      | 10    |
| 7º   | 2  | Leon Camier      | Fixi Crescent Suzuki     | Suzuki GSX-R1000       | 22   | +0:21.095 | 19º     | 9     |
| 8º   | 33 | Marco Melandri   | BMW Motorrad GoldBet     | BMW S1000 RR           | 22   | +0:27.267 | 7º      | 8     |
| 9º   | 84 | Michel Fabrizio  | Red Devils Roma          | Aprilia RSV4 Factory   | 22   | +0:30.233 | 9º      | 7     |
| 10º  | 7  | Carlos Checa     | Ducati Alstare           | Ducati 1199 Panigale R | 22   | +0:32.401 | 8º      | 6     |
| 11º  | 86 | Ayrton Badovini  | Ducati Alstare           | Ducati 1199 Panigale R | 22   | +0:39.924 | 11º     | 5     |
| 12º  | 27 | Max Neukirchner  | MR-Racing                | Ducati 1199 Panigale R | 22   | +0:43.904 | 12º     | 4     |
| 13º  | 18 | Ivan Clementi    | HTM Racing               | BMW S1000 RR           | 22   | +1:00.169 | 14º     | 3     |
| 14º  | 23 | Federico Sandi   | Team Pedercini           | Kawasaki ZX-10R        | 22   | +1:01.853 | 16º     | 2     |
| 15º  | 8  | Mark Aitchison   | Effenbert Liberty Racing | Ducati 1098R           | 22   | +1:02.664 | 17º     | 1     |

#### Ritirati
| Nº | Pilota            | Squadra              | Motocicletta         | Giri | Griglia |
| -- | ----------------- | -------------------- | -------------------- | ---- | ------- |
| 16 | Jules Cluzel      | Fixi Crescent Suzuki | Suzuki GSX-R1000     | 15   | 10º     |
| 34 | Davide Giugliano  | Althea Racing        | Aprilia RSV4 Factory | 5    | 6º      |
| 31 | Vittorio Iannuzzo | Grillini Dentalmatic | BMW S1000 RR         | 2    | 15º     |

### Supersport

#### Arrivati al traguardo
| Pos. | Nº | Pilota               | Squadra                       | Motocicletta     | Giri | Tempo     | Griglia | Punti |
| ---- | -- | -------------------- | ----------------------------- | ---------------- | ---- | --------- | ------- | ----- |
| 1º   | 11 | Sam Lowes            | Yakhnich Motorsport           | Yamaha YZF R6    | 21   | 34'51.011 | 1º      | 25    |
| 2º   | 54 | Kenan Sofuoğlu       | MAHI Racing Team India        | Kawasaki ZX-6R   | 21   | +0.026    | 2º      | 20    |
| 3º   | 99 | Fabien Foret         | MAHI Racing Team India        | Kawasaki ZX-6R   | 21   | +7.228    | 3º      | 16    |
| 4º   | 60 | Michael van der Mark | Pata Honda                    | Honda CBR600RR   | 21   | +18.927   | 11º     | 13    |
| 5º   | 19 | Florian Marino       | Kawasaki Intermoto Ponyexpres | Kawasaki ZX-6R   | 21   | +19.004   | 8º      | 11    |
| 6º   | 47 | Roberto Rolfo        | ParkinGo MV Agusta Corse      | MV Agusta F3 675 | 21   | +19.179   | 5º      | 10    |
| 7º   | 4  | Jack Kennedy         | Rivamoto                      | Honda CBR600RR   | 21   | +19.774   | 4º      | 9     |
| 8º   | 88 | Kevin Coghlan        | Kawasaki DMC-Lorenzini        | Kawasaki ZX-6R   | 21   | +22.501   | 16º     | 8     |
| 9º   | 8  | Andrea Antonelli     | Team Goeleven                 | Kawasaki ZX-6R   | 21   | +28.453   | 10º     | 7     |
| 10º  | 26 | Lorenzo Zanetti      | Pata Honda                    | Honda CBR600RR   | 21   | +29.027   | 14º     | 6     |
| 11º  | 21 | Christian Iddon      | ParkinGo MV Agusta Corse      | MV Agusta F3 675 | 21   | +29.420   | 12º     | 5     |
| 12º  | 65 | Vladimir Leonov      | Yakhnich Motorsport           | Yamaha YZF R6    | 21   | +34.503   | 7º      | 4     |
| 13º  | 55 | Massimo Roccoli      | Pata by Martini               | Yamaha YZF R6    | 21   | +35.421   | 15º     | 3     |
| 14º  | 84 | Riccardo Russo       | Puccetti Racing Kawasaki      | Kawasaki ZX-6R   | 21   | +35.486   | 17º     | 2     |
| 15º  | 6  | Vladimir Ivanov      | Kawasaki DMC-Lorenzini        | Kawasaki ZX-6R   | 21   | +37.003   | 9º      | 1     |
| 16º  | 14 | Gábor Talmácsi       | Prorace                       | Honda CBR600RR   | 21   | +38.469   | 13º     |       |
| 17º  | 5  | Raffaele De Rosa     | Team Lorini                   | Honda CBR600RR   | 21   | +39.298   | 18º     |       |
| 18º  | 20 | Mathew Scholtz       | Suriano Racing                | Suzuki GSX-R600  | 21   | +40.136   | 20º     |       |
| 19º  | 59 | Alex Schacht         | Racing Team Toth              | Honda CBR600RR   | 21   | +1'04.922 | 23º     |       |
| 20º  | 43 | Kevin Van Leuven     | United Gebben Racing          | Yamaha YZF R6    | 21   | +1'05.093 | 22º     |       |
| 21º  | 7  | Nacho Calero         | Honda PTR                     | Honda CBR600RR   | 21   | +1'05.506 | 27º     |       |
| 22º  | 37 | David Linortner      | Honda PTR                     | Honda CBR600RR   | 21   | +1'15.537 | 26º     |       |
| 23º  | 35 | Mitchell Carr        | AARK Racing                   | Triumph 675 R    | 21   | +1'34.972 | 30º     |       |
| 24º  | 73 | Dino Lombardi        | Pata by Martini               | Yamaha YZF R6    | 20   | +1 giro   | 28º     |       |
| 25º  | 33 | Yves Polzer          | MRC Austria                   | Honda CBR600RR   | 20   | +1 giro   | 32º     |       |
| 26º  | 91 | Roberto Tamburini    | Suriano Racing                | Suzuki GSX-R600  | 19   | +2 giri   | 25º     |       |

#### Ritirati
| Nº | Pilota         | Squadra                       | Motocicletta   | Giri | Griglia |
| -- | -------------- | ----------------------------- | -------------- | ---- | ------- |
| 9  | Luca Scassa    | Kawasaki Intermoto Ponyexpres | Kawasaki ZX-6R | 15   | 6º      |
| 64 | Matt Davies    | Honda PTR                     | Honda CBR600RR | 10   | 31º     |
| 25 | Alex Baldolini | Team Lorini                   | Honda CBR600RR | 8    | 19º     |
| 34 | Balázs Németh  | Complus SMS Racing            | Honda CBR600RR | 8    | 29º     |

#### Non partiti
| Nº | Pilota          | Squadra   | Motocicletta   | Griglia |
| -- | --------------- | --------- | -------------- | ------- |
| 32 | Sheridan Morais | PTR Honda | Honda CBR600RR | 21º     |
| 87 | Luca Marconi    | PTR Honda | Honda CBR600RR | 24º     |